# Lijst van afleveringen van Pagina niet gevonden in Iedereen beroemd
Dit is de lijst van artikels en uitzendingen van Pagina niet gevonden, een rubriek van het VRT-programma Iedereen beroemd. Deze rubriek werd een eerste maal uitgezonden in het seizoen 2017-2018, een tweede maal in 2019.
Iedere week gaat een reporter op zoek naar een Vlaams onderwerp dat nog niet op Wikipedia beschreven is en maakt op die manier een uitzending en een artikel. In het eerste seizoen was die reporter Stijn Van der Stockt, in het tweede seizoen Dempsey Hendrickx. Iedere keer wordt tevens een foto gepubliceerd.

## Eerste seizoen
| Nr. | Wikipedia-artikel                      | Titel aflevering                       | Onderwerp                                                                      | Plaats                      | Uitzenddatum      |
| --- | -------------------------------------- | -------------------------------------- | ------------------------------------------------------------------------------ | --------------------------- | ----------------- |
| 1   | Kamping Kitsch Club                    | Feesten op Kamping kitch               | Een populair zomerfestival in West-Vlaanderen                                  | Zwevegem                    | 29 augustus 2017  |
| 2   | Woestijn                               | Welkom in Woestijn                     | Een gehucht in Gooik                                                           | Gooik                       | 5 september 2017  |
| 3   | Belot                                  | Een spelletje Belot                    | Een populair kaartspel in de Denderstreek                                      | Haaltert                    | 12 september 2017 |
| 4   | Sammy Moore                            | Sammy Moore                            | Een bekende, of niet zo bekende Vlaamse zanger                                 | Leuven                      | 19 september 2017 |
| 5   | Steppegras                             | Het geheim van Steppegras              | Een populair avondmaal voor soldaten                                           | Leopoldsburg                | 26 september 2017 |
| 6   | Antwerpse smierel                      | De Antwerpse smierel                   | Een Vlaams duivenras                                                           | Geel                        | 3 oktober 2017    |
| 7   | Stadsbos Deinze                        | Stadsbos Deinze                        | Een Oost-Vlaams bosgebied                                                      | Astene (Deinze)             | 17 oktober 2017   |
| 8   | Zelfhelend beton                       | Zelfhelend beton                       | Toegepast bij de Oosterweelverbinding                                          | Antwerpen                   | 24 oktober 2017   |
| 9   | Vlooybergtoren                         | Vlooybergtoren                         | Uitkijktoren en toeristische attractie in Tielt-Winge                          | Tielt-Winge                 | 31 oktober 2017   |
| 10  | Léon Huybrechts                        | Léon Huybrechts                        | Olympisch kampioen zeilen 1924                                                 | Antwerpen                   | 7 november 2017   |
| 11  | Dimitri Verbelen                       | Dimitri Verbelen                       | Vlaams schrijver                                                               | Aaigem (Erpe-Mere)          | 14 november 2017  |
| 12  | Brixius                                | Sint-Brixius                           | Katholieke heilige                                                             | Sint-Brixius-Rode (Meise)   | 21 november 2017  |
| 13  | Vuistje                                | Vuistje                                | Alternatief voor een handdruk                                                  | Vilvoorde                   | 28 november 2017  |
| 14  | Slag bij Berchem                       | Slag bij Berchem                       | Veldslag België-Nederland tijdens de onafhankelijkheidsstrijd van 1830         | Berchem (Antwerpen)         | 5 december 2017   |
| 15  | Generatie Z                            | Generatie Z                            | Het bevolkingssegment geboren vanaf ruwweg 1996 tot circa 2010                 | Gent                        | 2 januari 2018    |
| 16  | Koninklijke Steltenlopers van Merchtem | Koninklijke Steltenlopers van Merchtem | Steltenlopersvereniging van Merchtem                                           | Merchtem en Ronse           | 9 januari 2018    |
| 17  | Spinnenkop (vlees)                     | Spinnenkop                             | Bekkenbodemspier van het rund                                                  | Leuven                      | 16 januari 2018   |
| 18  | LOMAK                                  | Loois Museum voor Actuele Kunst        | Museum in Tessenderlo                                                          | Tessenderlo                 | 23 januari 2018   |
| 19  | Tournée Minérale                       | Tournée Minérale                       | Sensibiliseringscampagne tegen alcohol                                         | Dendermonde                 | 30 januari 2018   |
| 20  | Smalltalk                              | Smalltalk                              | Verzamelnaam voor informele gesprekken                                         | Leuven                      | 6 februari 2018   |
| 21  | Vuil Jeanet                            | Carnaval Aalst                         | Een heel oud gebruik dat mannen zich verkleden als vrouw                       | Aalst                       | 15 februari 2018  |
| 22  | Kip curry                              | Kip met curry                          | Broodbeleg van gekookte kip en curry-mayonaise                                 | Turnhout                    | 20 februari 2018  |
| 23  | Krambambouli                           | Krambambouli                           | Een traditionele studentendrank van wijn en rum, afkomstig uit Duitsland-Polen | Leuven                      | 27 februari 2018  |
| 24  | Circusdirecteur                        | Circusdirecteur                        | De functie van circusdirecteur                                                 | De Panne                    | 6 maart 2018      |
| 25  | Smurfentaart                           | Smurfentaart                           | Een Limburgse slagroomtaart                                                    | Boekt (Heusden-Zolder)      | 13 maart 2018     |
| 26  | Dikke Bertha                           | Dikke Bertha                           | Een openluchtspel voor de jongere jeugd                                        | Speelgoedmuseum in Mechelen | 20 maart 2018     |

## Tweede seizoen
| Nr. | Wikipedia-artikel                                   | Titel aflevering                       | Onderwerp                                                               | Plaats              | Uitzenddatum     |
| --- | --------------------------------------------------- | -------------------------------------- | ----------------------------------------------------------------------- | ------------------- | ---------------- |
| 1   | Het Beernems Beertje                                | Op zoek naar het Beernemse beertje     | Een bronzen standbeeldje in de raadzaal van het gemeentehuis            | Beernem             | 20 februari 2019 |
| 2   | In de Verzekering tegen de Grote Dorst              | In de verzekering tegen de grote dorst | Het beste biercafé van België en beste biercafé ter wereld              | Eizeringen          | 27 februari 2019 |
| 3   | Klankenbos                                          | Het klankenbos                         | Een openluchtmuseum voor klankkunst                                     | Pelt                | 6 maart 2019     |
| 4   | Onze-Lieve-Vrouw Onbevlekt Ontvangen (Klein-Sinaai) | Onze-Lieve-Vrouw Onbevlekt Ontvangen   | Een kerk, een wielermuseum en een bedevaart                             | Klein-Sinaai        | 13 maart 2019    |
| 5   | Goriën zingen                                       | Goriën zingen                          | Zingen ter ere van Sint-Gregorius, patroon van het katholieke onderwijs | Schoonbroek (Retie) | 20 maart 2019    |
| 6   | Toren van Balen                                     | Toren van Balen                        | Vlaams streekproduct en frituursnack                                    | Rosselaar           | 27 maart 2019    |
| 7   | Sven Nys Cycling Center                             | Het Sven Nys Cycling Center            | Een bezoekerscentrum voor offroad fietssport                            | Baal                | 3 april 2019     |
| 8   | Zwienemuts                                          | Zwienemutsen                           | Een streekproduct uit Oostende gemaakt van varkensmaag                  | Oostende            | 10 april 2019    |
| 9   | Shinrin-yoku                                        | Shinrin-yoku                           | Een Japans bos-bad                                                      | Kinrooi             | 17 april 2019    |
| 10  | Rattenschieting                                     | Rattenschieten                         | Een historisch kermisspel                                               | Zaffelare           | 24 april 2019    |
| 11  | Wijve                                               | Wijve                                  | Een wijk en natuurgebied in Zonhoven                                    | Zonhoven            | 1 mei 2019       |
| 12  | Trawantel                                           | Trawantel                              | Een stokkendans                                                         | Westerlo            | 8 mei 2019       |
| 13  | Bram Verbruggen                                     | Bram Verbruggen                        | De Vlaamse weerman                                                      |                     | 15 mei 2019      |
| 14  | Mechels halfke                                      | Mechels halfke                         | Een beiaarddeuntje                                                      | Mechelen            | 22 mei 2019      |
| 15  | Poortje Pik                                         | Poortje Pik                            | Folkloristisch gebruik                                                  | Kempen              | 29 mei 2019      |
| 16  | Gestolen maandag                                    | Gestolen maandag                       | Wandtapijt                                                              | Torhout             | 5 juni 2019      |
| 17  | Donjon Ter Heyden                                   | Donjon Ter Heyden                      | Donjon                                                                  | Rotselaar           | 12 juni 2019     |
| 18  | Sint-jansboog                                       | Sint-jansboog                          | Een traditionele kruisboog uit de Noorderkempen                         | Noorderkempen       | 19 juni 2019     |
| 19  | Klein Zwitserland (Zwalm)                           | Klein Zwitserland                      | Een gehucht van Zwalm                                                   | Zwalm               | 26 juni 2019     |